# Gustav Wegerer
Gustav Wegerer (* 2. August 1897 in Wien; † 1954 in Františkovy Lázně) war ein österreichischer Kommunist und Chemieingenieur, ehemaliger politischer Häftling im KZ Buchenwald und nach der Befreiung vom NS-Regime Mitarbeiter des Informationsbüros der Gedenkstätte Buchenwald.

## Leben und Wirken
Wegerer erlangte nach der Volksschule auf einer Ingenieurschule sein Patent als Chemieingenieur. Er trat frühzeitig der Kommunistischen Partei Österreichs (KPÖ) bei und wurde Mitglied ihres Zentralkomitees. Für längere Zeit leistete er für die Sowjetunion solidarische Hilfe beim Aufbau ihrer Wirtschaft. Von 1938 bis 1945 war er als politischer Häftling im KZ Buchenwald interniert (Häftlingsnr. 3535), wo er als Kapo in der Pathologie eingesetzt wurde. In dieser Abteilung musste Wegerer für die Frau des Lagerkommandanten, Ilse Koch, die tätowierte Haut ermordeter Häftlinge präparieren. Zusammen mit seinem Stellvertreter Kurt Sitte verfasste Wegerer in Buchenwald die Dissertation mit dem Titel „Versuche zur Behandlung der Lungentuberkulose durch Inhalation von Kohlekolloid“ des KZ-Arztes Waldemar Hoven. Nach der illegalen Thälmann-Feier im August 1944 wurde er in Gestapo-Haft überstellt.
Nach der Befreiung von der NS-Herrschaft 1945 war Wegerer Mitarbeiter im Informationsbüro der Gedenkstätte.